# بابا نوبوهارو

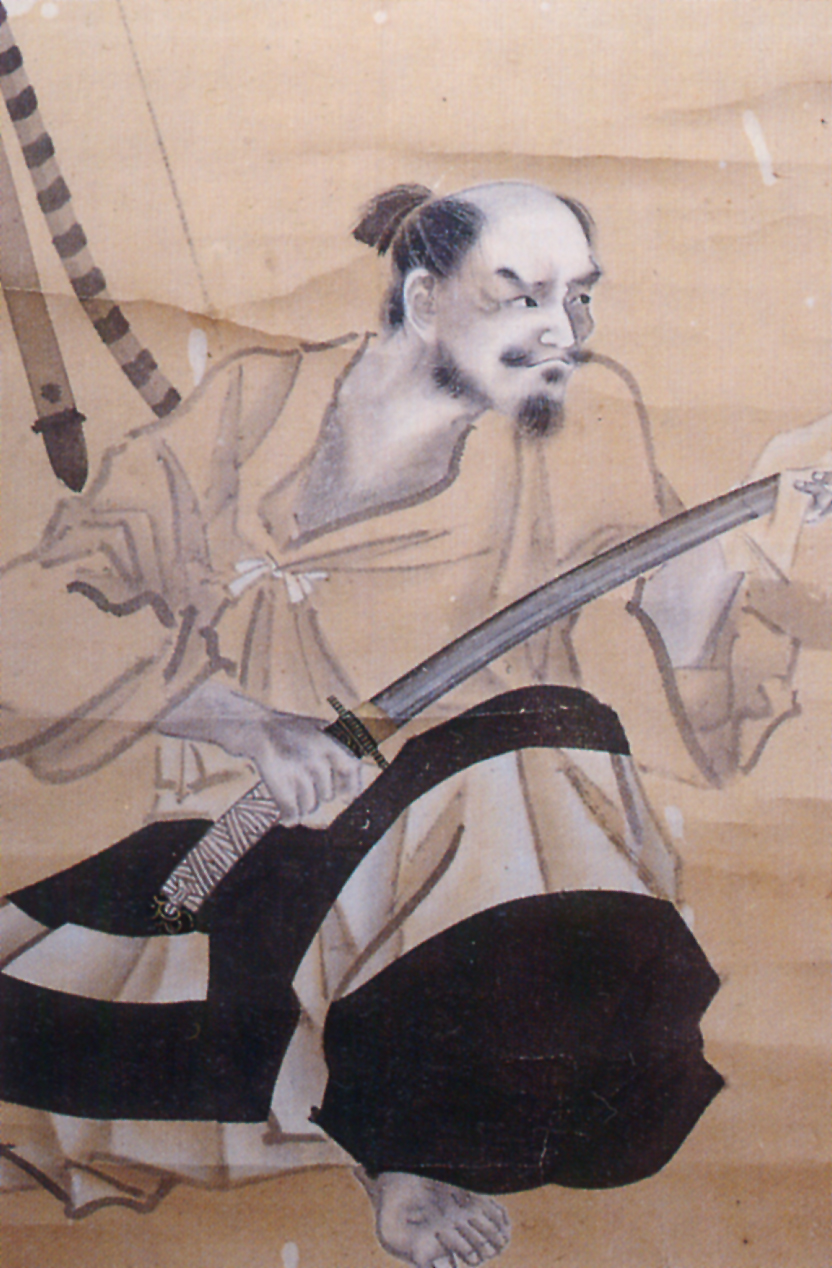
بابا نوبوهارو

بابا نوبوهارو (به ژاپنی: 馬場 信春 Baba Nobuharu)؛ (۱۵۱۴/۱۵ – ۲۹ ژوئن ۱۵۷۵ میلادی) یک سامورایی در دوره سنگوکو و یکی از ۲۴ ژنرال تاکدا شینگن بود. او همچنین می‌توانست در سال ۱۵۶۱ در نبرد کاواناکاجیما فرماندار ولایت اچیگو را بازداشت کند که شینگن به دلایلی او را منع کرد.